# ابن کثیر مکی
ابو معبد عبدالله بن کثیر از قراء سبعه است. وی ایرانی‌تبار و متولد مکه، از نسل ایرانیانی بود که انوشیروان پادشاه ایران برای فتح حبشه گسیل کرده بود. ابن کثیر مردی فصیح و بلیغ بود؛ و از جمع صحابه عبدالله بن زبیر و انس بن مالک را درک کرد. او در سال ۱۲۰ هجری قمری درگذشت.
کسانی که از وی راویت کرده‌اند:
- بَزْی (احمد ابن محمد ابن عبدالله)
- قُنبُل (محمد ابن عبدالرحمن)